# تایجو واتانابه
تایجو واتانابه (ژاپنی: 渡部 大樹؛ زادهٔ ۱۶ فوریهٔ ۱۹۹۶) یک بازیکن فوتبال اهل ژاپن است.
از باشگاه‌هایی که در آن بازی کرده‌است می‌توان به باشگاه فوتبال بلاوبلیتز آکیتا اشاره کرد.